# Liste der Bodendenkmäler in Brühl (Rheinland)
Die Liste der Bodendenkmäler in Brühl enthält die denkmalgeschützten unterirdischen baulichen Anlagen, Reste oberirdischer baulicher Anlagen, Zeugnisse tierischen und pflanzlichen Lebens und paläontologischen Reste auf dem Gebiet der Stadt Brühl im Rhein-Erft-Kreis in Nordrhein-Westfalen. Die folgenden Bodendenkmäler sind in der Denkmalliste der Stadt Brühl eingetragen; Grundlage für die Aufnahme ist das Denkmalschutzgesetz Nordrhein-Westfalen (DSchG NRW).
| Bild                                                                       | Bezeichnung                                                                                       | Lage                                                                             | Beschreibung | Bauzeit | Eingetragen seit | Denkmal- nummer |
| -------------------------------------------------------------------------- | ------------------------------------------------------------------------------------------------- | -------------------------------------------------------------------------------- | ------------ | ------- | ---------------- | --------------- |
| Mittelalterliche Motte Palmersdorf                                         | Mittelalterliche Motte Palmersdorf                                                                | Gemarkung Brühl                                                                  |              |         | 26.09.1985       | 001             |
| weitere Bilder                                                             | Mittelalterlicher bis neuzeitlicher Palmersdorfer Hof                                             | Gemarkung Brühl                                                                  |              |         | 26.09.1985       | 002             |
|                                                                            | Mittelalterliche bis neuzeitliche Hofwüstung Cäcilienhof                                          | Gemarkung Brühl                                                                  |              |         | 26.09.1985       | 003             |
| weitere Bilder                                                             | Mittelalterliches bis neuzeitliches Kloster Benden                                                | Gemarkung Kierberg                                                               |              |         | 13.11.1986       | 004             |
| weitere Bilder                                                             | Neuzeitlicher Jüdischer Friedhof                                                                  | Ecke Kölnstraße / Schildgesstraße, Gemarkung Brühl                               |              |         | 29.02.1988       | 005             |
| Mittelalterliche bis neuzeitliche Burg Schwadorf (Wasserburg Schallenburg) | Mittelalterliche bis neuzeitliche Burg Schwadorf (Wasserburg Schallenburg)                        | Gemarkung Schwadorf                                                              |              |         | 05.05.1988       | 006             |
|                                                                            | Neuzeitliche Bergbaurelikte am Gabjei-Turm                                                        | Liblarer Straße um den Wasserturm, Gemarkung Brühl                               |              |         | 08.03.1990       | 007             |
|                                                                            | Mittelalterlicher bis neuzeitlicher Weiherhof                                                     | Weiherhofstraße, Gemarkung Schwadorf                                             |              |         | 08.03.1990       | 008             |
|                                                                            | Mittelalterlicher bis neuzeitlicher Abtshof mit Kapelle                                           | Steingasse / Auf den Steinen / Jülichsgasse / Am Pastorsgarten, Gemarkung Badorf |              |         | 08.03.1990       | 009             |
|                                                                            | Mittelalterlicher bis neuzeitlicher Geildorfer Hof                                                | Geildorfer Straße, Gemarkung Badorf                                              |              |         | 08.03.1990       | 010             |
|                                                                            | Römisches Wasserleitungsstück                                                                     | Steingasse / Alte Bonnstraße, Gemarkung Badorf                                   |              |         | 08.03.1990       | 011             |
|                                                                            | Mittelalterlicher Töpfereibezirk                                                                  | Pingsdorf, Gemarkung Badorf                                                      |              |         | 25.10.1990 ff.   | 012             |
|                                                                            | Mittelalterlicher Töpfereibezirk                                                                  | Gemarkung Badorf                                                                 |              |         | 03.06.1993 ff.   | 013             |
|                                                                            | Mittelalterlicher Töpfereibezirk                                                                  | Eckdorf, Gemarkung Badorf                                                        |              |         | 05.09.1991 ff.   | 014             |
|                                                                            | Mittelalterlicher Töpfereibezirk                                                                  | Pingsdorf, Gemarkung Badorf                                                      |              |         | 07.02.1991 ff.   | 015             |
|                                                                            | Mittelalterliche bis neuzeitliche Töpferei und mittelalterliche bis neuzeitliche Stadtbefestigung | Gemarkung Brühl und Badorf                                                       |              |         | 03.09.1992 ff.   | 016             |
|                                                                            | Neuzeitlicher Entwässerungsstollen des ehemaligen Braunkohlenabbaus "Weilergrube"                 | Gemarkung Vochem                                                                 |              |         | 14.04.1994       | 017             |
| weitere Bilder                                                             | Mittelalterliche bis neuzeitliche Kirche St. Matthäus                                             | An der Linde, Gemarkung Vochem                                                   |              |         | 04.11.1996       | 018             |
|                                                                            | Mittelalterliche bis neuzeitliche Burg und neuzeitliches Schloss Augustusburg                     | Schloss Augustusburg, Gemarkung Brühl                                            |              |         | 20.02.1998       | 019             |
|                                                                            | Mittelalterliche bis neuzeitliche Grabenanlage des Schlosspark Augustusburg                       | Schloss Augustusburg, Gemarkung Brühl                                            |              |         | 20.02.1998 ff.   | 020             |
|                                                                            | Fundkomplex aus einem mittelalterlichen Töpfereibezirk an der Euskirchener Straße                 | keine Verortung, da bewegliches Bodendenkmal                                     |              |         | 21.11.1997       | 021             |
|                                                                            | Fundkomplex aus einem mittelalterlichen Töpfereibezirk in Pingsdorf                               | Keine Verortung, da bewegliches Bodendenkmal                                     |              |         | 21.11.1997       | 022             |
|                                                                            | Fundkomplex aus dem Töpfereibezirk an der Euskirchener Straße                                     | Keine Verortung, da bewegliches Bodendenkmal                                     |              |         | 26.02.1998       | 023             |
|                                                                            | Frühmittelalterliches Gräberfeld                                                                  | Am Palmersdorfer Bach, Gemarkung Brühl                                           |              |         | 24.10.2023       | 024             |